# Regina Maris (Schiff, 1929)
Die Regina Maris war ein Kreuzfahrtschiff der in Panama ansässigen Reederei Regina Maris Cruises, das 1929 als Luxusyacht unter dem Namen Orion in Dienst gestellt wurde. Das bis 2002 eingesetzte Schiff galt zuletzt als ältestes aktives Kreuzfahrtschiff der Welt und wurde 2004 im türkischen Aliağa abgewrackt.
Ebenfalls bedeutend war ihr Einsatz als USS Vixen (PG 53) im Dienst der United States Navy während des Zweiten Weltkriegs.

## Geschichte

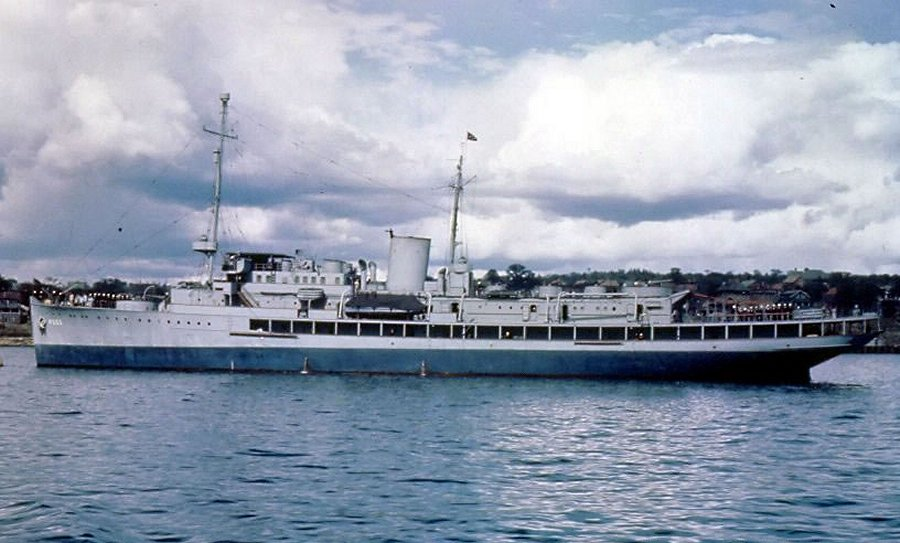
Die Vixen(PG 53), Patrouillenboot und Flottenflaggschiff

Die Orion wurde in der Germaniawerft in Kiel gebaut und am 27. Juli 1929 abgeliefert. Besitzer war der deutschstämmige New Yorker Geschäftsmann Julius Forstmann (1871–1939). Die Orion war bei Indienststellung die größte Dieselmotoryacht der Welt. Die Besatzung bestand aus 27 Offizieren und Unteroffizieren sowie 29 Stewarts, Köchen, Wäschern und Schmierern. An Bord konnten neben der Eignerfamilie weitere 17 Passagiere mitreisen. Zur luxuriösen Ausstattung der Yacht gehörte unter anderem ein Innenpool.

### Flottenflaggschiff
Nach Forstmanns Tod wurde die Orion 1940 an die US Navy verkauft und als Patrouillenboot Vixen in Dienst gestellt. Das Schiff blieb zehn Jahre lang im Dienst der US Navy, bis es 1950 verkauft und unter seinem alten Namen Orion wieder als Privatyacht eingesetzt wurde. Nachdem es anfangs an der Atlantikküste der USA Beobachtungsdienste versah, wurde es im Zweiten Weltkrieg das  Flaggschiff und Hauptquartier des Kommandeurs der Atlantikflotte mit der längsten Dienstzeit (August 1942 – Mai 1946).

### Passagier- und Kreuzfahrtschiff
Nach dem Krieg wurde das zunächst aufgelegte Schiff im Januar 1947 noch unter dem Namen Vixen von der in Panama ansässigen Pacific Cruises Line zum Linienpassagierschiff umgebaut. 1950 erhielt es seinen alten Namen Orion zurück. Seit 1954 stand die Orion für die Reederei McCormick Shipping im Einsatz, ehe sie 1964 an die Epirotiki Lines verkauft und zu einem Kreuzfahrtschiff umgebaut wurde.
Ab 1965 wurde das Schiff als Argonaut für Kreuzfahrten im Mittelmeer sowie in der Nord- und Ostsee eingesetzt. Die Argonaut blieb über 30 Jahre lang für die Epirotiki Line im Dienst, bis sie 1996 an die eigens für sie gegründete Reederei Regina Maris Cruises verkauft und in Regina Maris umbenannt wurde. Nach weiteren sechs Jahren im Dienst wurde das mittlerweile 73-jährige Schiff ausgemustert und in Alexandria aufgelegt.
Nach zwei Jahren Aufliegezeit wurde das Schiff 2004 zum Abbruch ins türkische Aliağa verkauft, wo es am 2. Dezember 2004 eintraf. Die Regina Maris galt bis zu ihrer Außerdienststellung als ältestes aktives Kreuzfahrtschiff der Welt.